# Justicia tomentosula
Justicia tomentosula är en akantusväxtart som först beskrevs av Urban, och fick sitt nu gällande namn av William Thomas Stearn. Justicia tomentosula ingår i släktet Justicia och familjen akantusväxter. Inga underarter finns listade i Catalogue of Life.